# 帕邁拉 (伊利諾伊州李縣)
帕邁拉（英語：Palmyra）是位於美國伊利諾伊州李縣的一個非建制地區。該地的面積和人口皆未知。

## 地理
帕邁拉的座標為41°51′06″N 89°34′40″W / 41.85167°N 89.57778°W，而該地的平均海拔高度為247米（即810英尺）。